# Тамблер-Ридж
Тамблер-Ридж (англ. Tumbler Ridge) — окружний муніципалітет в Канаді, у провінції Британська Колумбія, у складі регіонального округу Піс-Ривер.

## Населення
За даними перепису 2016 року, окружний муніципалітет нараховував 1987 осіб, показавши скорочення на 26,7%, порівняно з 2011-м роком. Середня густина населення становила 1,3 осіб/км².
З офіційних мов обидвома одночасно володіли 95 жителів, тільки англійською — 1 885, а 5 — жодною з них. Усього 120 осіб вважали рідною мовою не одну з офіційних, з них 5 — українську.
Працездатне населення становило 64,3% усього населення, рівень безробіття — 23% (26,5% серед чоловіків та 18,6% серед жінок). 86,5% осіб були найманими працівниками, а 8% — самозайнятими.
Середній дохід на особу становив $49 164 (медіана $35 115), при цьому для чоловіків — $66 501, а для жінок $30 718 (медіани — $57 728 та $22 336 відповідно).
31,1% мешканців мали закінчену шкільну освіту, не мали закінченої шкільної освіти — 22,8%, 45,5% мали післяшкільну освіту, з яких 19% мали диплом бакалавра, або вищий, 10 осіб мали вчений ступінь.
| Статево-вікова структура населення | Статево-вікова структура населення | Статево-вікова структура населення | Статево-вікова структура населення | Статево-вікова структура населення |
| ---------------------------------- | ---------------------------------- | ---------------------------------- | ---------------------------------- | ---------------------------------- |
|                                    |                                    |                                    |                                    |                                    |
| Всього                             | Всього                             | 52,4%47,6%                         |                                    |                                    |
| 0 — 14 років                       | 0 — 14 років                       |                                    | 20,4%                              | 20,4%                              |
| 15 — 64 років                      | 15 — 64 років                      |                                    | 66,2%                              | 66,2%                              |
| 65 і більше                        | 65 і більше                        |                                    | 13,4%                              | 13,4%                              |
| 85 і більше                        | 85 і більше                        |                                    | 0,3%                               | 0,3%                               |
| Середній вік (років)               | Середній вік (років)               | 39,338,3                           | 38,8                               | 38,8                               |
| Медіана (років)                    | Медіана (років)                    | 40,338,5                           | 39,4                               | 39,4                               |
| — чоловіки — жінки                 |                                    |                                    |                                    |                                    |

| Походження мешканців:     | Походження мешканців:     | Походження мешканців: | Походження мешканців: | Походження мешканців: |
| ------------------------- | ------------------------- | --------------------- | --------------------- | --------------------- |
| Походження                |                           |                       | осіб                  | %                     |
| Корінні американці        | Корінні американці        |                       | 350                   | 17.59%                |
| Інше північноамериканське | Інше північноамериканське |                       | 815                   | 40.95%                |
| Європейське               | Європейське               |                       | 1 455                 | 73.12%                |
| британське                | британське                |                       | 1 050                 | 52.76%                |
| французьке                | французьке                |                       | 280                   | 14.07%                |
| українське                | українське                |                       | 60                    | 3.02%                 |
| Латинськоамериканське     | Латинськоамериканське     |                       | 25                    | 1.26%                 |
| Азійське                  | Азійське                  |                       | 40                    | 2.01%                 |

| Зайнятість населення за галузями (за класифікацією NOC): | Зайнятість населення за галузями (за класифікацією NOC): | Зайнятість населення за галузями (за класифікацією NOC): | Зайнятість населення за галузями (за класифікацією NOC): | Зайнятість населення за галузями (за класифікацією NOC): |
| -------------------------------------------------------- | -------------------------------------------------------- | -------------------------------------------------------- | -------------------------------------------------------- | -------------------------------------------------------- |
|                                                          |                                                          |                                                          |                                                          |                                                          |
| Управління                                               | Управління                                               |                                                          | 9,5%                                                     | 9,5%                                                     |
| Бізнес, фінанси та адміністрування                       | Бізнес, фінанси та адміністрування                       |                                                          | 10,1%                                                    | 10,1%                                                    |
| Природничі та прикладні науки                            | Природничі та прикладні науки                            |                                                          | 3,7%                                                     | 3,7%                                                     |
| Охорона здоров'я                                         | Охорона здоров'я                                         |                                                          | 4,2%                                                     | 4,2%                                                     |
| Освіта, правозахист, муніципальні та урядові служби      | Освіта, правозахист, муніципальні та урядові служби      |                                                          | 10,1%                                                    | 10,1%                                                    |
| Мистецтво, культура, відпочинок та спорт                 | Мистецтво, культура, відпочинок та спорт                 |                                                          | 2,1%                                                     | 2,1%                                                     |
| Роздрібна торгівля та послуги                            | Роздрібна торгівля та послуги                            |                                                          | 21,2%                                                    | 21,2%                                                    |
| Гуртова торгівля, транспорт та обладнання                | Гуртова торгівля, транспорт та обладнання                |                                                          | 27,5%                                                    | 27,5%                                                    |
| Природні ресурси, сільське господарство                  | Природні ресурси, сільське господарство                  |                                                          | 4,8%                                                     | 4,8%                                                     |
| Виробництво                                              | Виробництво                                              |                                                          | 7,9%                                                     | 7,9%                                                     |

## Клімат
Середня річна температура становить 2,9°C, середня максимальна – 18,6°C, а середня мінімальна – -15,1°C. Середня річна кількість опадів – 576 мм.
| Клімат поселення                              | Клімат поселення | Клімат поселення | Клімат поселення | Клімат поселення | Клімат поселення | Клімат поселення | Клімат поселення | Клімат поселення | Клімат поселення | Клімат поселення | Клімат поселення | Клімат поселення | Клімат поселення |
| Показник                                      | Січ.             | Лют.             | Бер.             | Квіт.            | Трав.            | Черв.            | Лип.             | Серп.            | Вер.             | Жовт.            | Лист.            | Груд.            |                  |
| Середній максимум, °C                         | −2,95            | −0,58            | 3,53             | 9,54             | 14,52            | 18,50            | 18,57            | 17,72            | 13,23            | 7,92             | −0,36            | −3,79            |                  |
| Середня температура, °C                       | −9               | −6,62            | −2,5             | 3,49             | 8,47             | 12,44            | 14,54            | 13,69            | 9,20             | 3,88             | −4,4             | −7,84            |                  |
| Середній мінімум, °C                          | −15,06           | −12,7            | −8,57            | −2,58            | 2,41             | 6,37             | 10,50            | 9,64             | 5,16             | −0,16            | −8,44            | −11,88           |                  |
| Норма опадів, мм                              | 41               | 26               | 33               | 31               | 34               | 85               | 88               | 56               | 54               | 47               | 50               | 31               |                  |
| Середньомісячна швидкість вітру, м/с          | 2.53             | 2.53             | 2.81             | 3.03             | 3.10             | 2.87             | 2.62             | 2.46             | 2.70             | 2.97             | 2.70             | 2.60             |                  |
| Середньомісячна сонячна радіація, кДж/м²·день | 2644             | 5785             | 10892            | 15812            | 19171            | 20919            | 20742            | 17263            | 11369            | 6125             | 2925             | 1929             |                  |
| --------------------------------------------- | ---------------- | ---------------- | ---------------- | ---------------- | ---------------- | ---------------- | ---------------- | ---------------- | ---------------- | ---------------- | ---------------- | ---------------- | ---------------- |
| Джерело:                                      |                  |                  |                  |                  |                  |                  |                  |                  |                  |                  |                  |                  |                  |